# Đo gamma tự nhiên hố khoan
Đo gamma tự nhiên hố khoan (Gamma ray log) là một trong các thành phần chủ chốt của Địa vật lý hố khoan, thực hiện theo cơ sở lý thuyết của Thăm dò phóng xạ, đo bức xạ gamma trong dải năng lượng 0,4 - 2,8 MeV nhằm phát hiện và đánh giá mức độ chứa nguyên tố phóng xạ của đất đá quanh thành hố khoan.
Do các tầng đất đá có mức độ chứa nguyên tố phóng xạ khác nhau, nên đo gamma tự nhiên phục vụ cho phân chia đất đá theo thành phần và địa tầng hố khoan trong mọi khảo sát địa chất có sử dụng khoan.

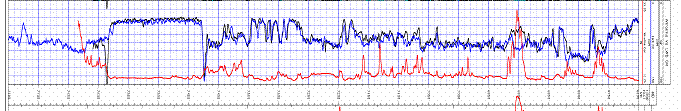
Đường ghi Đo gamma tự nhiên hố khoan

## Đối tượng nghiên cứu
Các đá khác nhau phát ra một lượng bức xạ và quang phổ gamma khác nhau. Ví dụ như đá sét phát ra nhiều hạt gamma hơn so với các đá trầm tích khác như sa thạch, thạch cao, muối mỏ, than đá, dolomit, hoặc đá vôi do kali phóng xạ là thành phần phổ biến trong sét, và do khả năng trao đổi cation của sét làm cho chúng hấp thụ urani và thori. Sự khác biệt về đặc tính phóng xạ này giữa sét và cát kết/đá vôi cho phép chúng ta sử dụng phóng xạ gamma làm công cụ để phân biệt sét và các loại khác sét.